# Labtayt Sulci

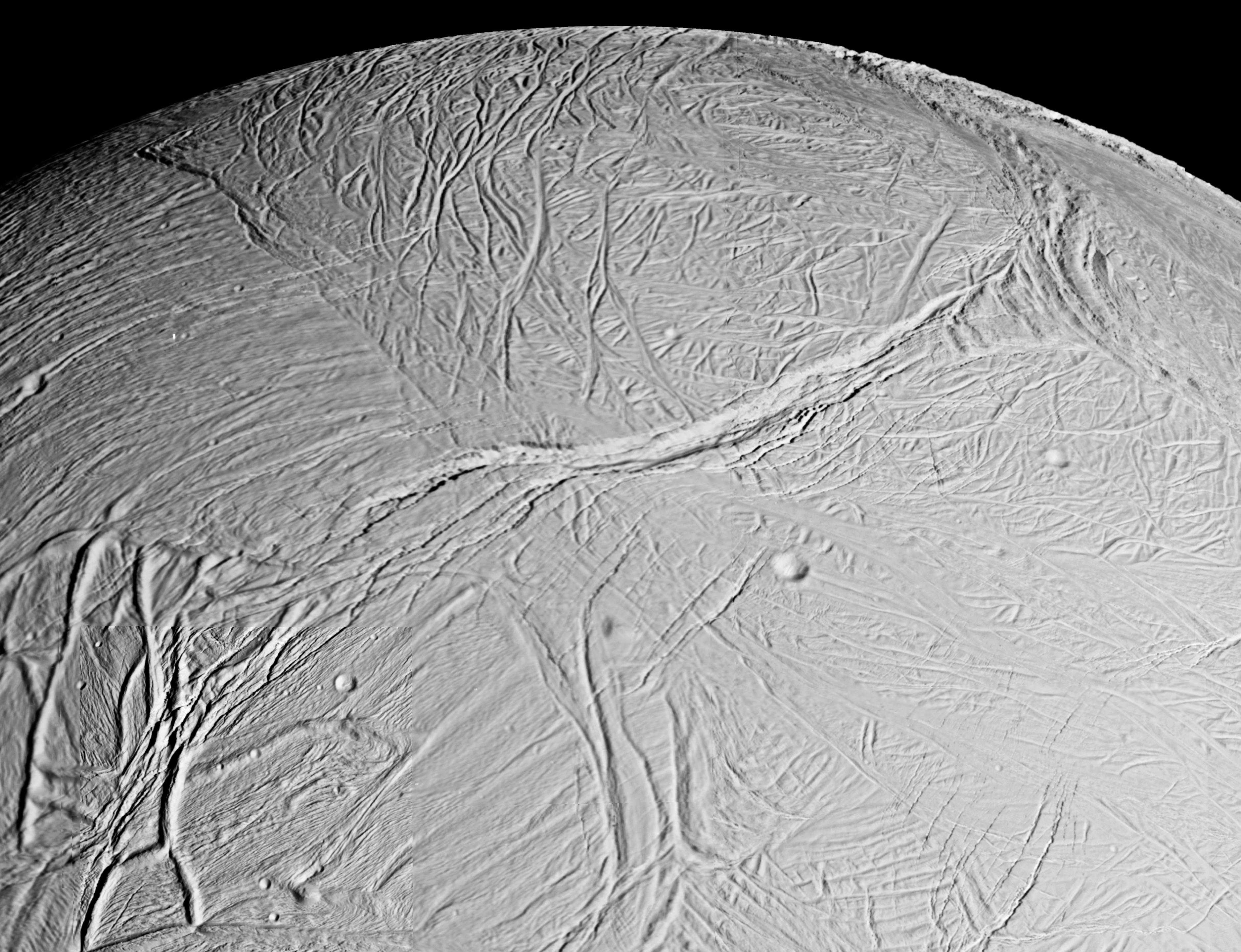
Labtayt Sulci na mozaice zdjęć sondy Cassini

Labtayt Sulci – system głębokich pęknięć na powierzchni Enceladusa – księżyca Saturna. 
Labtayt Sulci po raz pierwszy została zaobserwowana w niskiej rozdzielczości, na zdjęciach wykonanych przez sondę Voyager 1. Bardziej szczegółowe obserwacje wykonano w lutym 2005 roku w trakcie przelotu sondy Cassini obok Enceladusa. Labtayt Sulci znajduje się na 27,69° szerokości południowej oraz 286,08° długości geograficznej zachodniej. Bruzda ta ma około 162 km długości, 4 km szerokości i 1 km głębokości. 
Nazwa Labtayt Sulci została zaaprobowana przez Międzynarodową Unię Astronomiczną 6 listopada 2006 roku. Pochodzi ona od miasta Labtayt, stolicy Sułtanatu Rum w Księdze tysiąca i jednej nocy.